# Emirat de Bari

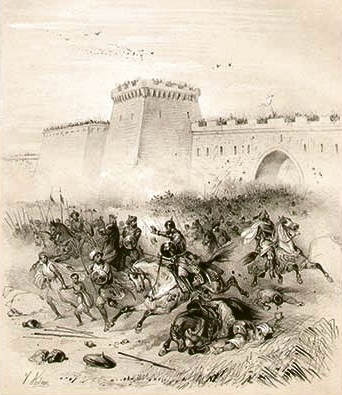
Conquesta de Bari per Lluís II el 871.

L'emirat de Bari fou un petit estat musulmà establert a la zona de Bari i la Pulla que va durar un quart del segle ix. (847-871). Fou governat successivament per Khalfun (vers 847-852), Mufàrraq ibn Sal·lam (vers 852-857) i Sawdan al-Mawirí (857-871).
Les primeres incursions musulmanes a Itàlia corresponen a un atac a la flota veneciana davant de Tàrent el 840 (segons els historiadors llatins el 841); al mateix temps es va atacar Bari, preludi de la instal·lació de l'emirat a la ciutat. La ciutat hauria estat ocupada però probablement només uns dies. Milicians musulmans van servir als prínceps Radelchis I (839-851) de Benevent i Sicone II (839-851) de Salern i dos aventurers coneguts pels noms llatinitzats de Apolaffar i Massar van dirigir les milícies musulmanes de Tàrent al servei de Benevent; se suposa que foren emirs de Tàrent (vers 840-845 i 845-850) i el primer va servir al príncep de Salern i el segon al de Benevent. L'agost del 846 un contingent sarraí va atacar Roma i va saquejar la basílica de Sant Pere. Vers el 845 o 846 Tàrent estava en mans dels musulmans.
Segons al-Baladhurí, Bari fou conquerida als romans d'Orient per Khalfun, un mirwah, un servidor o esclau alliberat de l'emir aglàbida segurament d'origen berber i procedent amb molta probabilitat de l'emirat de Sicília. La conquesta no es va considerar molt important i Khalfun no va rebre cap suport (o molt poc) d'altres estats musulmans.
El successor de Khalfun (vers 852) Mufàrraq ibn Sal·lam, només esmentat per les fonts llatines, va enviar una petició al califa abbàssida i al governador d'Egipte per ser reconegut com a valí governant Bari i la Pulla en nom del califat abbàssida, però de moment no va obtenir resposta. Va ampliar el territori musulmà a la Pulla. Mufàrraq va morir assassinat vers el 857 i el va succeir Sawdan, un amazic, que va envair territori del prínceps llombard de Benevent i va obligar a Radelchis a pagar tribut. El 864 va aconseguir ser reconegut com a valí pel califa abbàssida. Durant tot el seu govern va fer diverses expedicions i l'emirat fou un centre de civilització i riquesa, i probablement el comerç d'esclaus, de vi i de poteries es van generalitzar Sawdan va construir una mesquita, un palau i va fer algunes obres públiques.
El 859, Lambert I de Spoleto aliat a Gerard, comte de Marsi, Maielpoto, gastald de Telese, i Wandelbert, gastald de Boiano, van intentar impedir a Sawdan tronar a la seva capital després d'una expedició a Càpua i Lavorno; es va lliurar una batalla però l'emir va poder retornar sa i estalvi a la seva capital. Ambaixadors de Bari foren enviats a Salern. Un noble llombard, opositor a l'emperador Lluís II, que s'havia revoltat, es va refugiar a Bari. El 866 Lluís II, segurament pressionat per l'església, va organitzar un atac a l'emirat; les cròniques del seu temps no parlen de si va arribar a Bari, però si que se sap que a l'estiu del 866 l'emperador i l'emperadriu Engelberga eren a Campània on Adelchis de Benevent, Guaifer de Salern, i Landulf II de Càpua li demanaven atacar Bari.
La primavera del 867 Lluís va atacar les forces musulmanes: Matera i Oria foren assetjades, i la primera arrasada i la segona ocupada potser perquè Matera va resistir i Oria no. L'emir de Bari estava segons es creu en contacte amb Tàrent, altre focus del poder musulmà (vegeu emirat de Tàrent). Lluís va establir una guarnició a Canosa a la frontera entre Benevent i Bari, però finalment es va retirar cap a Benevent el març del 868. En aquest temps se suposa que Lluís estava en negociacions amb l'emperador romà d'Orient Basili el Macedoni per un enllaç familiar entre una filla de l'emperador germànic i un fill de l'emperador romà d'Orient anomenat Symbatios, enllaç del qual la conquesta de Bari seria la dot de la princesa. El Chronicon Salernitanum atribueix la iniciativa de les converses primer a Lluís i després a Basili, el que fa impossible saber de qui va sortir la idea, però el cert és que es va projectar un atac franc-llombard amb suport romà d'Orient per l'estiu del 969. L'emperador oriental va enviar la flota sota comandament de Nicetes el 969; Lluís esperava a Benevent on se sap que era el juny del 969. El comandant romà d'Orient va demanar l'entrega de la princesa immediatament, i li fou refusada per causes desconegudes i la flota es va retirar. És possible que el motiu fos que la flota grega hagués arribat massa tard, potser vers l'octubre.
El 870 les musulmans de Bari van fer incursions fins a la península de Gargano incloent el santuari de Monte Sant'Angelo. L'emperador Lluís va organitzar la resposta i va atacar la Pulla i la Calàbria però deixant de banda les gran ciutats, Bari i Tàrent; algunes ciutats menors foren ocupades i diverses bandes de sarraïns foren derrotades. Encoratjat per aquests èxits Lluís va atacar Bari amb forces imperials (que incloïen molts llombards) i amb suport d'una flota dels esclavini (eslaus de la costa dàlmata) va conquerir la ciutadella el febrer del 871. Sawdan fou fet presoner i portat encadenat a Benevent